# Könyvklub: A következő fejezet
A Könyvklub: A következő fejezet (eredeti cím: Book Club: The Next Chapter) 2023-ban bemutatott amerikai romantikus filmdráma, amelyet Bill Holderman írt és rendezett. A 2018-as Könyvklub – avagy az alkony ötven árnyalata című film folytatása. A főbb szerepekben Diane Keaton, Jane Fonda, Candice Bergen, Mary Steenburgen, Craig T. Nelson, Giancarlo Giannini, Andy García és Don Johnson látható.
Az Amerikai Egyesült Államokban 2023. május 12-én mutatta be a Focus Features, míg Magyarországon egy nappal korábban, május 11-én került a mozikba az UIP-Dunafilm forgalmazásában. Általánosságban vegyes véleményeket kapott a kritikusoktól, és világszerte 29 millió dolláros bevételt hozott.

## Cselekmény
A négy könyvklubos barát személyesen találkozik, miután a Covid19-pandémia arra kényszeríti őket, hogy havi találkozóikat Zoom-hívásokra cseréljék. Ez idő alatt Sharon nyugdíjba vonul mint bíró, Carol férje, Bruce szívinfarktust kap, Carol pedig kénytelen bezárni olasz éttermét.
Vivian, akit Arthurral együtt volt bezárva, bejelenti eljegyzését, amint a tilalmat feloldják, és a klub újra találkozhat. Carol emlékezteti őt egy évekkel ezelőtti olaszországi útra, amit nem vállaltak el. Most, hogy az utazási tilalmat feloldották, azt javasolja, hogy menjenek el egy olasz lánykirándulásra, amelynek csúcspontja Toszkána lenne. A három barát először vonakodik, de Arthur bátorítja Viviant, hogy menjen. Sharon macskája meghal, míg Mitchell bátorítja Diane-t az utazásra.
Négyük teljes mértékben kiélvezik Rómában való tartózkodásukat; megnézik a látnivalókat, figyelik a férfiakat, és megveszik Vivian esküvői ruháját. Egy utcai művész biztosítja őket arról, hogy a turistáknak kötelező a velencei kirándulás, ezért vonatra szállnak. Az állomáson átadják csomagjaikat a „hordároknak”, nem is sejtve, hogy azok tolvajokat.
Diane elveszíti elhunyt férje, Harry hamvait tartalmazó urnát, amelyet a bőröndjébe rejtve illegálisan hozott be az országba. Sharon lustának nevezi az idelátogató rendőrfőnököt a lopás ügyének megoldása miatt. Carol rámutat, hogy az ő élménye hasonlít Paulo Coelho „Az alkimista” című művének egyik szereplőjéhez, ezért ezt is a kalandjuk részének kell tekinteniük.
Vivian szállodai kapcsolatai révén kapnak egy szép velencei szállást. Egy bárban Sharon találkozik Ousmane-val, egy nyugdíjas filozófiaprofesszorral, aki meghívja őket vacsorára. A helyszínről kiderül, a híres szakács, Gianni főzőiskolája; Carol és ő is el vannak ájulva a meglepetéstől, hogy újra látják egymást. Az evéssel, ivással és tánccal teli este után Sharon és Ousmane együtt távoznak az iskolából, Carol pedig meglátogatja Giannit a konyhájában. Carol és Gianni között szikra gyúl, és tésztát dagasztanak. Sharon és Ousmane szenvedélyes találkozást élnek át a hajóján, és ugyanaz a rendőrfőnök találja meg őket, akit a lány lustának bélyegzett.
Négyen autót bérelnek, hogy eljussanak Toszkánába, mivel Diane különösen fél a vonaton utazó tolvajoktól. Útközben Carol pánikba esik, mert Gianni megosztotta a főzőcskézésükről készült fotókat, és tört angoltudással felcímkézte őket. Mivel tudja, Bruce is látni fogja őket, hiszen az ő IPadjén is rajta vannak, kétségbeesetten hívja fel. A barátai azzal hibáztatják, hogy elnyomja őket, és nem élvezi az életét.
Egy mellékúton defektet kapnak pótkerék nélkül, és stoppolniuk kell. Diane elárulja, másnap reggelre Toszkánában kell lenniük, ahol Arthur egy meghitt esküvővel akarja meglepni Viviant.
Amikor egy jóképű rendőr érkezik, Vivian összetéveszti őt egy sztriptíztáncossal, és megpróbálja levetkőztetni. Mind a négyen a helyi börtönben kötnek ki. Ott Vivian és Diane is megtapasztalja a kemény szeretetet és az őszinte visszajelzést, mielőtt Sharont ugyanaz a csipkelődő rendőrfőnök ráveszi, hogy helikopterrel vigye őket Vivian esküvőjére. Mivel Diane urnáját megtalálták, útközben szétszórja férje hamvait.
Arthur és Mitchell (a tanúja és Diane barátja) már várják, és Carol meglepődik, amikor Bruce megjelenik. Sharon bírónő végzi a szertartást. Vivian vonakodik a házasságkötéstől, mire Arthur megesküszik, hogy szereti őt, és megkéri, hogy ne menjen hozzá. Amikor Mitchell megkéri Diane kezét, a lány beleegyezik, és Sharon a helyszínen összeadja őket.
A négy barát rájön, hogy Paulo Coelho legutóbbi könyve, Az alkimista többet mond az életükről, mint amire számítottak.

## Szereplők
| Szerep      | Színész            | Magyar hang        |
| ----------- | ------------------ | ------------------ |
| Diane       | Diane Keaton       | Bánsági Ildikó     |
| Vivian      | Jane Fonda         | Kovács Nóra        |
| Sharon      | Candice Bergen     | Menszátor Magdolna |
| Carol       | Mary Steenburgen   | Vándor Éva         |
| Bruce       | Craig T. Nelson    | Ujréti László      |
| Arthur      | Don Johnson        | Gáspár Sándor      |
| Mitchell    | Andy García        | Mihályi Győző      |
| Rendőrfőnök | Giancarlo Giannini | Harsányi Gábor     |
| Gianni séf  | Vincent Riotta     | Forgács Péter      |
| Ousmane     | Hugh Quarshie      | Kőszegi Ákos       |

### Magyar változat
- Főcím: Zahorán Adrienne
- Magyar szöveg: Speier Dávid
- Hangmérnök: Középen Péter
- Vágó: Simkóné Varga Erzsébet
- Gyártásvezető: Kincses Tamás
- Szinkronrendező: Dóczi Orsolya
- Produkciós vezető: Hagen Péter

A szinkront a Direct Dub Studios készítette el.

## A film készítése
2022 májusában a Variety bejelentette, hogy Diane Keaton, Jane Fonda, Candice Bergen, Mary Steenburgen, Andy García, Don Johnson és Craig T. Nelson az első filmben játszott szerepükkel megkezdődött a forgatás. A forgatás két hónapig tartott Olaszországban, ebből 10 napot Velencében töltöttek.
Az Amerikai Egyesült Államokban a Focus Features váltotta a Paramount Pictures forgalmazót, a többi területen a Universal Pictures forgalmazza a filmet.

## Bemutató
A Könyvklub: A következő fejezet 2023. május 12-én került a mozikba a Focus Features forgalmazásában. Kizárólag a Peacock streaming szolgáltatáson volt elérhető 2023. június 30-án.